# Francesco Provenzale
Francesco Provenzale (getauft am 15. September 1624 in Neapel; † 6. September 1704 ebenda) war ein italienischer Komponist und ein früher Vertreter der sogenannten Neapolitanischen Schule.

## Leben und Wirken
Über Provenzales Werdegang sind bislang keine Einzelheiten bekannt. Erst 1653, dem Jahr der Aufführung seiner Oper Ciro trat er erstmals als Komponist in Erscheinung. Darüber hinaus war es die erste Oper eines neapolitanischen Komponisten, die (mit Ergänzungen von Francesco Cavalli) in Venedig aufgeführt wurde. 1665 erhielt er den Titel Maestro della Fedelissima Città di Napoli. Von 1663 bis 1675 unterrichtete Provenzale am Conservatorio di Santa Maria di Loreto. In dieser Zeit inszenierte er mit seinen Schülern zahlreiche Werke, die im königlichen Palast erfolgreich aufgeführt wurden. Von 1673 bis kurz vor seinem Tod unterrichtete Provenzale am Conservatorio della Pietà dei Turchini. Im Laufe der Zeit erhielt er zahlreiche wichtige musikalische Ämter an Kirchen und Klöstern in Neapel. Im Konkurrenzkampf mit den von den spanischen Herrschern Neapels protegierten Musikern stehend, blieben ihm lange Zeit wichtige Ämter verwehrt. 1680 wurde er zwar Honorarkapellmeister der königlichen Kapelle, aber der Venezianer Pietro Andrea Ziani erhielt die Kapellmeisterstelle. Erst 1690 erhielt er als Vizekapellmeister, neben dem 1683 ernannten Alessandro Scarlatti eine feste Anstellung in der königlichen Kapelle. In seinen letzten Lebensjahren stellte man ihm wegen l’impotenza, e vecchiaia Assistenten zur Seite, am Conservatorio war es Gennaro Ursino und bei der Fedelissima Città Gaetano Greco.

## Werke
- La Stellidaura vendicante, Oper in drei Akten, 1674
- Lo schiavo di sua moglie, Oper in drei Akten, 1675